# Evelina Raselli
Evelina Raselli (Poschiavo, 3 maggio 1992) è un'ex hockeista su ghiaccio svizzera.

## Carriera
Nei giochi olimpici del 2014 ha vinto, assieme alla sua squadra, la medaglia di bronzo.
Evelina è cresciuta a Le Prese, a pochi passi dalla pista da Hockey dove ha cominciato a praticare questo sport. Ha giocato tra l'altro anche tra gli juniores del Celerina e del St. Moritz, mentre dal 2008 gioca nella squadra femminile del HC Lugano. A Lugano Raselli divide il proprio tempo tra un lavoro a tempo parziale e la squadra.
Nel HC LUgano Evelina Raselli ha raggiunto, stato dicembre 2017, tre titoli nazionali e tre arrivi in finale. Dal 2011 gioca anche nella nazionale. Più volte ha rappresentato la Svizzera e ha segnato dei gol decisivi. Nel 2018 ha preso parte con la Nazionale rossocrociata alle olimpiadi nella Corea del Sud. 
La nazionale svizzera ha partecipato ad un evento storico, ossia il match contro la nazionale unita delle due Coree.

## Palmarès

### Olimpiadi
- 1 medaglia
  - 1 bronzo (a Soči 2014)

### Mondiali
- 1 medaglia
  - 1 bronzo (a Burlington 2012)